# Харенца
Харенца (нім. Charenza; також «Карентія» (Karentia), «Каренц» (Karenz), «Кореніца» або «Корениця» (Korenica), пізніше «Gharense») — середньовічний замок на острові Рюген біля міста Ґарц. Він був адміністративним центром племені руян і Князівства Рюґен, тому називається зараз «Venzer Burgwall».
Харенца був релігійним центром богів Ругевіта, Поревіта і Поренута. Головним релігійним центром руян була Аркона. Коли у 1168 році король Данії Вальдемар I із його архієпископом Абсалоном завоював Аркону, Чаренза здався через кілька днів після переговорів з ругійськими князями Теславом і Яромаром. Храми були зруйновані, а люди охрещені.
У 1180 році, адміністрація центру князівства Рюген переїхала в Руґард (нім. Rugard, нині Берґен-ауф-Рюґен), за кілька кілометрів на південний схід від Харенци.